# Song 2
«Song 2» es una canción de la banda de rock británica Blur. Se lanzó como segundo sencillo de su álbum debut homónimo de 1997. Compuesta por la agrupación y producida por Stephen Street, «Song 2» es una parodia del movimiento grunge estadounidense de los 90, y a la banda Nirvana, que fueron quienes establecieron el movimiento. Las letras de la pista fueron espontáneamente improvisadas; más allá del tono humorístico que la canción posee, Nirvana sirvió como gran influencia para componerla.
El video musical fue dirigido por Sophie Muller, el cual recibió dos nominaciones en los MTV Video Music Awards de 1997 en las categorías Mejor video de grupo y Mejor video alternativo. En 1998, la canción fue nominada en los Brit Awards de 1998 al mejor sencillo y mejor video de un artista británico. En 1998, los oyentes de BBC Radio 1 votaron a la canción como la 15º mejor canción de todos los tiempos. En 2011, la revista NME la colocó en el número 79 en una lista de las «150 mejores canciones de los últimos 15 años».

## Trasfondo
Según Graham Coxon, «Song 2» tenía la intención de ser una broma para la compañía discográfica. Damon Albarn había grabado una demo acústica de la canción que era más lenta pero presentaba el distintivo coro «woo-hoo» de la canción en forma de silbido. Coxon luego sugirió que aumentaran la velocidad y cantaran la canción en voz alta, con Coxon buscando deliberadamente un sonido de guitarra amateur. A partir de ahí, Coxon le dijo a Albarn que le dijera a la compañía discográfica que querían lanzar la canción como un sencillo para «volar los ... sellos». Para sorpresa de Coxon, los ejecutivos discográficos reaccionaron positivamente. Cuando se le preguntó si la banda tenía alguna idea del atractivo comercial de la canción, Coxon respondió: «Pensamos que era demasiado extremo».
La pista fue originalmente apodada «Song 2« como un título provisional que representaba su lugar en la lista de pistas, pero el nombre se quedó. La canción dura dos minutos y dos segundos, con dos versos, dos coros y un gancho con Albarn gritando «¡woo-hoo!» cuando llega el bajo distorsionado. Es la segunda canción de álbum homónimo de Blur, así como Blur: The Best Of, y fue el segundo sencillo lanzado del álbum anterior.
Algunos escritores han declarado que la canción pretende ser una parodia del género grunge, mientras que otros afirman que fue una parodia de los éxitos de la radio y la industria de la música con un coro punk rock.

## Recepción
En el Reino Unido, «Song 2» se basó en el éxito del sencillo «Beetlebum» de Blur para alcanzar el número dos en las listas. También fue popular en las estaciones de radio de Estados Unidos; en consecuencia, se ubicó en el número 55 en la lista de Hot 100 Airplay, número 6 en Pistas de rock moderno de Billboard, permaneciendo en esa lista durante 26 semanas y en el puesto 25 en la lista Mainstream Rock Tracks. También se colocó en el puesto número dos en Triple J Hottest 100 de 1997 en Australia. La canción es atípica del estilo anterior de Blur. La introducción de la canción ha sido llamada el "mejor momento" de Graham Coxon. NME clasificó a «Song 2» en el número dos en su lista de fin de año de los 20 mejores sencillos de 1997.

## Video musical
El video musical de esta canción fue dirigido por Sophie Muller, y presenta a la banda tocando en una habitación pequeña y apartada con amplificadores ruidosos detrás de ellos. Durante los coros, el volumen de la canción envía a los miembros de la banda a estrellarse contra las paredes y el suelo. El conjunto utilizado se inspiró en el del video de su sencillo pre-revolucionario «Popscene».

## Actuaciones en vivo
My Chemical Romance tocó la canción en BBC Radio 1. El cover apareció más tarde en el álbum «Radio 1's Live Lounge», lanzado el 11 de octubre de 2006.
El 20 de octubre de 2018, en el Demon Dayz Fest LA, la otra banda conocida de Damon Albarn Gorillaz tocó el tema familiar «Song 2» pero con el estilo característico de Gorillaz con elementos dub/funk. Mientras que el reconocimiento aún estaba despertando en la audiencia, Graham Coxon se unió a Gorillaz en el escenario y se lanzó a su riff original antes de que él y Gorillaz realizaran el arreglo clásico con una recepción entusiasta.

## En la cultura popular
La canción se hizo popular en el Reino Unido y en el extranjero tras su lanzamiento en 1997. Apareció en estaciones de radio universitarias y rock moderno.
Licenciado en todo el mundo en numerosas ocasiones, hizo su primera aparición en el episodio «Malled» de la serie animada de MTV Daria.
En 2010, el gerente de Blur, Chris Morrison, dijo: «Northrop Grumman, que es un contratista de defensa estadounidense, se puso en contacto con nosotros y nos preguntó si podían usar la canción en sus ferias comerciales para promover la próxima generación de luchadores furtivos. Pensamos que era probablemente inapropiado. El dinero era fantástico, pero lo rechazamos». Albarn es un activista contra la guerra.
«Song 2» se usó como parte de la exhibición de fuegos artificiales de la víspera de Año Nuevo en Londres 2011. Apareció en forma abreviada mezclada con otras pistas británicas emblemáticas, como «Lucy in the Sky with Diamonds» de The Beatles, «We Will Rock You» de Queen y «London Calling» de The Clash.
La canción apareció en la banda sonora de la ceremonia de apertura de los Juegos Olímpicos de Verano de 2012.

### Cine
La canción se usó en los tráileres de las películas Starship Troopers, Thunderbirds y Hop.
Se utilizó en el cortometraje Star de BMW Films con Clive Owen y Madonna.

### Deportes
El equipo de fútbol italiano Juventus, el equipo de fútbol australiano Western United y el equipo de fútbol inglés Liverpool FC utilizan esto como su melodía de gol. La canción es utilizada por numerosos equipos profesionales de hockey sobre hielo, sobre todo los Ottawa Senators. El excampeón de peso medio de UFC, Michael Bisping, usó la canción como su entrada de salida.

### Televisión
La canción aparece en el episodio «Prom» de Parks and Recreation. «Song 2» también aparece en «Sunday, Cruddy Sunday» de la serie animada Los Simpson como parte de una secuencia de montaje que termina satíricamente. La canción también aparece en el episodio de South Park, «Stanley's Cup».

### Videojuegos
La canción se utiliza como tema principal del videojuego FIFA: Road to World Cup 98, está incluida en FIFA 23 como parte de una actualización descargable gratuita en vísperas del Mundial de Fútbol 2022, se incluye en Just Dance 2 como una canción DLC, es una canción reproducible en Just Dance Summer Party y en Lego Rock Band, y está incluida en la lista de canciones principales de Guitar Hero 5. Además, la canción aparece en Saints Row IV como parte de la estación de radio «107.77 The Mix FM» dentro del juego.

## Lista de canciones
Toda la música compuesta por Albarn, Coxon, James y Rowntree. Todas las letras compuestas por Albarn.
| 7" 1. «Song 2» – 2:02 2. «Get Out of Cities» – 4:02 CD 1 1. «Song 2» – 2:02 2. «Get Out of Cities» – 4:02 3. «Polished Stone» – 2:42 CD 2 1. «Song 2» – 2:02 2. «Bustin' + Dronin'» – 6:13 3. «Country Sad Ballad Man (live acoustic)» – 4:59 CD internacional 1. «Song 2» – 2:02 2. «Get Out of Cities» – 4:02 3. «Polished Stone» – 2:42 4. «Bustin' + Dronin'» – 6:13 | Japan Tour CD 1. «Song 2» – 2:02 2. «Get Out of Cities» – 4:02 3. «Polished Stone» – 2:42 4. «Bustin' + Dronin'» – 6:13 5. «Beetlebum (Mario Caldato Jr. mix)» – 5:07 6. «Beetlebum (instrumental)» – 5:07 7. «Country Sad Ballad Man (live acoustic)» – 4:59 8. «On Your Own (live acoustic)» – 4:26 2012 Brit Awards 1. «Girls & Boys» (live from the BRITs) – 4:43 2. «Song 2» (live from the BRITs) – 2:15 3. «Parklife» (con Phil Daniels) (live from the BRITs) – 2:52 |  |

## Personal
- Damon Albarn – voz
- Graham Coxon – guitarras, batería adicional[7]
- Alex James – bajo
- Dave Rowntree – batería

## Posicionamiento en listas

### Semanales
| Lista (1997)                                | Posición |
| ------------------------------------------- | -------- |
| Australia (ARIA)                            | 4        |
| Bélgica (Flandes) (Ultratip Bubbling Under) | 8        |
| Europe (Eurochart Hot 100)                  | 15       |
| Iceland (Íslenski Listinn Topp 40)          | 3        |
| Irlanda (IRMA)                              | 10       |
| Países Bajos (Mega Single Top 100)          | 73       |
| Escocia (Scottish Singles Sales Chart)      | 1        |
| Suecia (Sverigetopplistan)                  | 28       |
| Reino Unido (UK Singles Chart)              | 2        |
| Estados Unidos (Mainstream Rock)            | 25       |

| Lista (2013)   | Posición |
| -------------- | -------- |
| Francia (SNEP) | 198      |

## Certificaciones
| País          | Organismo certificador | Certificación | Unidades certificadas / Ventas |
| ------------- | ---------------------- | ------------- | ------------------------------ |
| Australia     | ARIA                   | Oro           | 35 000                         |
| Dinamarca     | IFPI (Dinamarca)       | Oro           | 45 000                         |
| España        | Promusicae             | Platino       | 60 000                         |
| Italia        | FIMI                   | Platino       | 50 000                         |
| Nueva Zelanda | RIANZ                  | 3× Platino    | 90 000                         |
| Reino Unido   | BPI                    | 3× Platino    | 1 800 000                      |